# هیوندای موبیس
هیوندای موبیس (به انگلیسی: Hyundai Mobis) شرکت خودروسازی کره‌ای است، که در زمینه تولید و عرضه انواع خدمات، قطعات و تجهیزات خودرو، برای دو شرکت هیوندای موتور و کیا موتورز فعالیت می‌کند.
شرکت هیوندای موبیس در سال ۱۹۷۷ تأسیس شد. دفتر مرکزی این شرکت در شهر سئول، کره جنوبی قرار دارد و بخشی از سهام آن در بازار بورس کره معامله می‌شود.